# Røddings kommun
Land (P17) saknas i Q13406268.
Røddings kommun (danska: Rødding Kommune) var en kommun i dåvarande Sønderjyllands amt i sydvästra Danmark. Kommunen omfattade ett område i den nordligaste delen av Sønderjylland och hade Data saknas. Tätorten Rødding utgjorde kommunens centralort.

## Administrativ historik
Røddings kommun bildades i samband med kommunreformen 1970 genom en sammanslagning av de åtta landskommunerna Hjerting, Jels, Lintrup, Rødding, Skodborg, Skrave, Sønder Hygum och Øster Lindet.
Den 1 januari 2007, som en del av kommunreformen 2007, gick Røddings kommun, tillsammans med kommunerna Brørup och Holsted, upp i Vejens kommun.

## Socknar
Inom Danska folkkyrkan var dåvarande Røddings kommun indelad i åtta socknar:
- Hjertings socken
- Jels socken
- Lintrups socken
- Røddings socken
- Skodborgs socken
- Skrave socken
- Sønder Hygums socken
- Øster Lindets socken

Socknarna ingår i Malts prosteri i Ribe stift.

## Borgmästare
Denna lista hämtas från Wikidata. Informationen kan ändras där.